# Verbund (Datentyp)
Ein Verbund (englisch object composition) ist ein Datentyp, der aus einem oder mehreren Datentypen zusammengesetzt wurde. Die Komponenten eines Verbunds können wiederum Verbünde sein, wodurch auch komplexe Datenstrukturen definiert werden können.
Die Komponenten/Elemente eines Verbunds werden normalerweise nacheinander im Speicher angeordnet (beispielsweise als struct in der Programmiersprache C bzw. als record in Pascal). Eine Ausnahme stellen Unions dar. Auch in anderen Programmiersprachen (siehe unten) wird dieser Datentyp zum Teil unterschiedlich bezeichnet.

## Verwendung in verschiedenen Programmiersprachen

### Strukturen in den Programmiersprachen C++ und C
In den Programmiersprachen C und C++ werden Verbünde (engl. auch composite types) als Struktur bezeichnet und mit dem Schlüsselwort struct (kurz für engl. structure ‚Struktur‘) deklariert. Die einzelnen Komponenten einer Struktur, die sog. members ‚Mitglieder‘ dürfen dabei beliebige einfache Datentypen, Felder konstanter Größe oder ein Zeiger auf dieselbe Struktur sein.
Im Gegensatz zur union überlappen sich die Speicherbereiche der einzelnen Strukturmitglieder nicht.

#### Beispiel in C
```
#include
 
<stdio.h>

struct
 
Person

{

    
int
 
Personalnummer
;

    
int
 
Alter
;

    
char
 
Name
[
20
];

};

struct
 
Person
 
*
Person_anhand_Personalnummer
(
int
);

int
 
main
(
void
)

{

    
struct
 
Person
 
*
person
 
=
 
Person_anhand_Personalnummer
(
12345
);

    
printf
(
"Personalnummer: %i, Alter: %i
\n
"
,

           
person
->
Personalnummer
,

           
person
->
Alter
);

}

```

Hat man einen Zeiger auf die Struktur, dann wird, wie gezeigt, auf einzelne Members am einfachsten mithilfe des Pfeils -> zugegriffen, bspw. person->Alter. Der Pfeil (engl. arrow) ist eine Kurzschreibweise für (*person).Alter mit dem Stern * als Dereferenzierungsoperator (engl. dereference operator) und dem Punkt . als Selektor (engl. object selector).

#### Größe im Speicher
Eine Struktur kann größer sein, als die Summe der einzelnen Datentypgrößen, da der Compiler die einzelnen Attribute im Speicher an bestimmten Adressen ausrichten kann. Die Anordnung der Struktur im Speicher ist nach der Übersetzung festgelegt und kann nicht mehr verändert werden.

#### Unterscheidung zwischen C++- und C-Struktur
In C können Strukturen lediglich Variablen, Zeiger, Arrays und andere Strukturen enthalten, während Strukturen in C++ die zusätzliche Fähigkeit besitzen, Unterprogramme – sogenannte Methoden – zu beinhalten, zu denen auch Konstruktoren und Destruktoren gehören. Dies lässt sich in C nur teilweise über Funktionszeiger realisieren, die auch Teil von Strukturen sein können.

#### Unterscheidung zwischen C++-Struktur und C++-Klasse
In C++ dienen die Schlüsselwörter public und private dazu, die Zugriffsrechte auf Attribute und Methoden in Strukturen und Klassen zu regeln. Der einzige Unterschied hier ist, dass ohne explizite Angabe die Attribute von Strukturen standardmäßig public (Zugriff von außen erlaubt), die einer Klasse private (Zugriff nur von innerhalb der Klasse oder durch Friend-Funktionen) sind.

### Implementierung in Pascal
Ein Verbund (in Pascal mit record bezeichnet) vom Datentyp Person für die beiden Instanzen Mustermann1 und Mustermann2 könnte in Component Pascal zum Beispiel folgendermaßen definiert und verwendet werden, und nur Instanzen desselben Datentyps sind in dieser Programmiersprache zuweisungskompatibel:
```
 
MODULE
 
Personen
;

 
IMPORT
 
Dates
;

 
TYPE

    
Person
 
=
 
RECORD

       
Vorname
,
 
Name
,
 
Wohnort
:
 
ARRAY
 
256
 
OF
 
CHAR
;

       
Geburtstag
:
 
Dates
.
Date
;

    
END
;

 
VAR
 
Mustermann1
,
 
Mustermann2
:
 
Person
;

 
BEGIN

    
Mustermann1
.
Vorname
          
:=
 
"
Hans
"
;

    
Mustermann1
.
Name
             
:=
 
"
Mustermann
"
;

    
Mustermann1
.
Wohnort
          
:=
 
"
Musterstadt
"
;

    
Mustermann1
.
Geburtstag
.
day
   
:=
    
1
;

    
Mustermann1
.
Geburtstag
.
month
 
:=
    
1
;

    
Mustermann1
.
Geburtstag
.
year
  
:=
 
1900
;

    
Mustermann2
 
:=
 
Mustermann1
;
 
(* Zwei Variablen vom selben Datentyp sind zuweisungskompatibel *)

 
END
 
Personen
.

```

Der importierte im Modul Dates definierte Datentyp Dates.Date ist wiederum ein Verbund mit den ganzzahligen Elementen day (Tag), month (Monat) und year (Jahr).

### Implementierung in Swift
In Swift werden Verbünde wie auch in C als struct definiert. Dabei wird jedoch festgelegt, dass Instanzen des Verbunds stets auf dem Stack gespeichert werden. Wird eine Instanz A eines structs an eine andere Instanz B geschrieben, so erfolgt dies durch Kopieren des gesamten Speicherinhalts der Instanz A in den für die Instanz B reservierten Speicherbereich. Das gleiche passiert beim Aufruf einer Funktion, die für einen Parameter ein struct als Typ vorsieht (siehe: Wertparameter).
Demgegenüber werden Klassen in Swift (definiert über das Keyword class) immer auf dem Heap abgelegt und innerhalb der Variable stets als Referenz auf diesen Speicherbereich auf dem Heap geführt. Wird eine Variable A als Instanz einer Klasse einer Variablen B als Instanz derselben Klasse zugewiesen, so wird lediglich die Referenz kopiert.

### Datengruppen in Cobol
In Cobol wird der Datentyp Verbund ‚Datengruppe‘ (auch Gruppen-Variable oder group item) genannt. Eine Datengruppe wird mit ihrem Bezeichner deklariert und ist der Überbegriff bzw. die Zusammenfassung für die ihr hierarchisch untergeordneten Datentypen – die selbst wieder Datengruppen sein können. Sie hat selbst keine Formatspezifikation (PIC-Klausel). Über die OCCURS-Klausel kann auch eine Datengruppe als Tabelle (= Array) deklariert werden, ggf. auch mehrstufig.
In den die Datengruppe ansprechenden Befehlen wird die Gesamtheit der ihr untergeordneten Felder als ein (1) Datenfeld im PIC-X-Characterformat und in der Gesamtlänge aller Einzelfelder behandelt. Bei einem MOVE-Befehl etwa findet also keine individuelle formatspezifische Verarbeitung der Einzelfelder statt, auch keine Formatkonvertierung.
Über die REDEFINES-Klausel kann eine Datengruppe eine andere Datengruppe 'redefinieren', wodurch beide Datengruppen denselben Speicherplatz benutzen. Angewendet wird dies beispielsweise für die Verarbeitung unterschiedlicher Eingabedaten, alternativ in der einen oder in der anderen Datenstruktur. Dies entspricht dem Konstrukt UNION in anderen Programmiersprachen.

## Unions
Bei sog. Unions beginnen alle Komponenten an der gleichen Speicheradresse, d. h., ihre Speicherbereiche überlappen sich ganz oder zumindest teilweise. Eine Union belegt dabei mindestens so viel Speicher, wie ihre größte Komponente.
Unions sind in verschiedenen Programmiersprachen entweder als tagged-Unions oder untagged-Unions implementiert.
Eine tagged-Union ordnet jeder Komponente einen Tag zu. Beim Schreiben einer Komponente wird der Tag dieser Komponente in der Union-Variable gespeichert. Bei Lesezugriffen auf die Komponente einer Union wird der Tag der zu lesenden Komponente mit dem Tag der letzten geschriebenen Komponente verglichen. Unterscheiden sich die Tags, ist ein Typfehler festgestellt. Somit sind tagged-Unions typsicher.
Untagged-Unions verwenden keine Tags und sind deswegen typunsicher. D. h., es liegt in der Verantwortung des Programmierers, ob der letzte Schreibzugriff einer Union die gleiche Komponente verändert hat, die auch der darauf folgende Lesezugriff ausliest. Neben unbeabsichtigten Typfehlern bei der Verwendung von untagged-Unions existieren aber auch Anwendungsfälle für die Seiteneffekte von untagged-Unions. Beispielsweise eine Union aus einer IEEE-Gleitkommazahl und einer struct, deren Komponenten den Zugriff auf Vorzeichen, Mantisse und Exponent erlauben.

### Beispiel in C
```
#include
 
<stdio.h>

#include
 
<math.h>

#include
 
<inttypes.h>

union
 
Float64Components

{

    
double
       
Float64
;

    
struct

    
{

        
uint64_t
 
Mantissa52
 
:
 
52
;

        
uint64_t
 
Exponent11
 
:
 
11
;

        
uint64_t
 
Sign1
      
:
  
1
;

    
};

};

void
 
main
 
()

{

    
union
 
Float64Components
  
pi
;

    
pi
.
Float64
 
=
 
3.1415926535897932384626433832795
;

    
printf
 
(
"%20.16f   %13I64X %03I64X %01I64X   (%20.16f)
\n
"
,

            
pi
.
Float64
,

            
pi
.
Mantissa52
,
 
pi
.
Exponent11
,
 
pi
.
Sign1
,

            
(
pi
.
Sign1
 
?
 
-1
 
:
 
+
1
)
 
*
 
(
1.0
 
+
 
pi
.
Mantissa52
/
4503599627370496.0
)
 
*
 
pow
 
(
2
,
 
pi
.
Exponent11
-1023
));

}

```

Output
```
 3.1415926535897931   921FB54442D18 400 0   (  3.1415926535897931)
```

### Beispiel in Haskell
Beispiel der Deklaration einer Union in Haskell:
```
data
 
Tree
 
a
 
=
 
Br
 
(
Tree
 
a
)
 
(
Tree
 
a
)
 
|

              
Leaf
 
a
               
|

              
Nil

```

Tree ist ein algebraischer Datentyp. Br, Leaf und Nil sind die Konstruktoren.

### Beispiel in Pascal
Unions in Pascal heißen variante Teile. Das folgende Beispiel macht einen Chunknamen, wie er z. B. in PNG vorkommt, wahlweise als vorzeichenlose 32-Bit-Ganzzahl (Cardinal) oder als Zeichenkette ansprechbar:
```
type

  
TChunkname
 
=
 
record

    
case
 
Boolean
 
of

      
False
:
 
(
Int
:
 
Cardinal
)
;

      
True
:
 
(
Str
:
 
array
[
0
..
3
]
 
of
 
AnsiChar
)
;

  
end
;

```

Anmerkungen:
- Boolean legt den Datentyp fest, aus dessen Wertebereich die case-Labels kommen müssen (hier False und True). Es kann jeder ordinale Datentyp dafür verwendet werden. Der genaue Typ spielt in untagged-Unions wie oben keine Rolle, solange der Wertebereich groß genug für alle möglichen Fälle ist (hier beides jeweils 2). Der Datentyp Integer mit den case-Labels 42 und 4711 hätte beispielsweise dasselbe Ergebnis. Bei untagged-Unions wird kein Speicher für den case-Ausdruck verwendet, sodass eine Instanz des obigen Records 4 Bytes belegt.
- Records können auch einen gemeinsamen Teil haben und nur teilweise eine Union sein, indem die gemeinsamen Felder vor dem case-Konstrukt deklariert werden. Die Union (das case-Konstrukt) muss immer am Ende stehen, da das case-Konstrukt als Union – anders als sonst – kein eigenes Ende hat. Es können aber Records verschachtelt werden, um diese Einschränkung zu umgehen.
- In Pascal gibt es auch tagged-Unions. Sie entstehen, wenn dem case-Datentyp ein Bezeichner gegeben wird. Das Tag belegt nur in diesem Fall Speicher entsprechend seines Datentyps und kann über den Bezeichner angesprochen werden. Allerdings hat das Tag keinerlei Schutzfunktion, denn Schreib- und Lesezugriffe müssen nicht auf Felder dasselben Tags erfolgen. Das Tag verhält sich somit wie ein Feld im gemeinsamen Teil des Records.

Bei Variablen, nicht jedoch Feldern von Datentypen, kann man in einigen Dialekten wie Delphi hinter dem Datentyp das Schlüsselwort absolute gefolgt vom Bezeichner einer anderen Variablen angeben, um deren Speicher mitzuverwenden. So entsteht eine Art Ad-Hoc-Union. Andere Dialekte erlauben auch die Angabe einer Speicheradresse.
Alle Pascal-Datentypen belegen immer eine Größe in ganzen Bytes. Da auch die Felder in einer Union immer die volle Größe ihrer Datentypen einnehmen, ist das Zerlegen einer IEEE-754-Gleitkommazahl wie im C-Beispiel oben mit Unions alleine nicht möglich.